# Aquacité
Les Aquacité est une manifestation étudiante se déroulant à Nancy tous les 2 ans, en alternance avec les 24 heures de Stan.

## Présentation
Aqua Cité tend à devenir une des plus grandes manifestations étudiantes du Grand Est. Ce rassemblement gratuit et ouvert à tous vise à regrouper les étudiants autour d’un challenge à thématique aquatique. C’est aussi l’occasion de faire découvrir les associations et initiatives étudiantes au public nancéien par le biais d’un village culturel.
Depuis sa création, Aqua Cité se déroulait sur les rives du canal à Nancy. En 2007, ce site change pour se déplacer au Pôle Nautique qui offre un espace plus propre et sécurisé. Cette nouvelle implantation permet à Aqua Cité de bénéficier d’un cadre plus propice au développement des festivités et de nouvelles activités.
Après neuf éditions, Aqua Cité rassemblera toujours plus d’écoles et d’universités, mais pas seulement... le tout autour d’activités sportives, d’animations culturelles et de concerts tout au long de la journée.
Aqua Cité montre le potentiel créatif des étudiants de toutes les universités participantes.
- Pour la 1re fois, depuis sa création l'édition Aqua cité, l'édition 2011 a été annulée.

## Programme
Les activités qui sont proposées se scindent en plusieurs parties :
- activités nautiques sur la Meurthe
- activités sur les rives
- animations et spectacles
- concerts tout au long de l’après-midi et de la soirée

### Activités sur la Meurthe
- course d’O.F.N.I. (Objets Flottants Non Identifiés, fabriqués par les écoles sur le thème de l’édition)
- joutes nautiques
- le Bricol’eau : atelier de fabrication d’embarcations in situ
- courses de kayak

### Activités sur les rives
- tournoi de beach-volley et beach soccer
- combats de sumos
- ventriglisse
- élection de Miss et Mister Aqua Cité
- courses d'ergomètres (rameurs avec compteur kilométrique)
- tournoi de pétanque
- parcours du combattant
- tir à la corde

### Animations
- spectacles de jonglage et percussions
- spectacle de magie
- démonstrations de chiens de sauvetage, de Jet ski, de modélisme...
- spectacle de danses hip-hop, orientale, africaine...
- pour les enfants : initiation au jonglage par l'association "Jongl’O’Togo", maquillage du visage, sculpture de ballons
- présentation de projets par des associations étudiantes : 4L Trophy, projets humanitaires, BEST (Board of European Students of Technology), …

## Historique de l'évènement
| Année       | Thème                              |
| ----------- | ---------------------------------- |
| 2003        | A la conquête de l'Atlantide       |
| 2005        | L'Arche de Noé                     |
| 2007        | Les monuments                      |
| 2009        | Les grands conquérants             |
| 2011        | Les dessins animés édition annulée |
| 25 mai 2013 | Les dessins animés                 |
| 23 mai 2015 | Fruits et légumes                  |
| 13 mai 2017 | Dieux et déesses                   |
| 4 mai 2019  | Bonbons et sucreries               |

## Edition 2019: Bonbons et sucreries
L'évènement se passe au pôle nautique à Nancy, le 4 mai 2019. Le thème sera Bonbons et Sucreries.

### Activités
La course d'OFNI et aux concours ne sont réservés qu'aux écoles étant inscrites.
- Course d'OFNI
- Concours :
  - Pompoms
  - Beach volley
  - Beach rugby
  - Ultimate
- Babyfoot humain
- Combats sumo
- Ventrigliss'
- Rodéo
- Parcours du combattant
- Twister géant
- Roue de l'infortune
- Splatoon
- Initialtion origamis
- Pêche aux canards
- Concert

### Planning

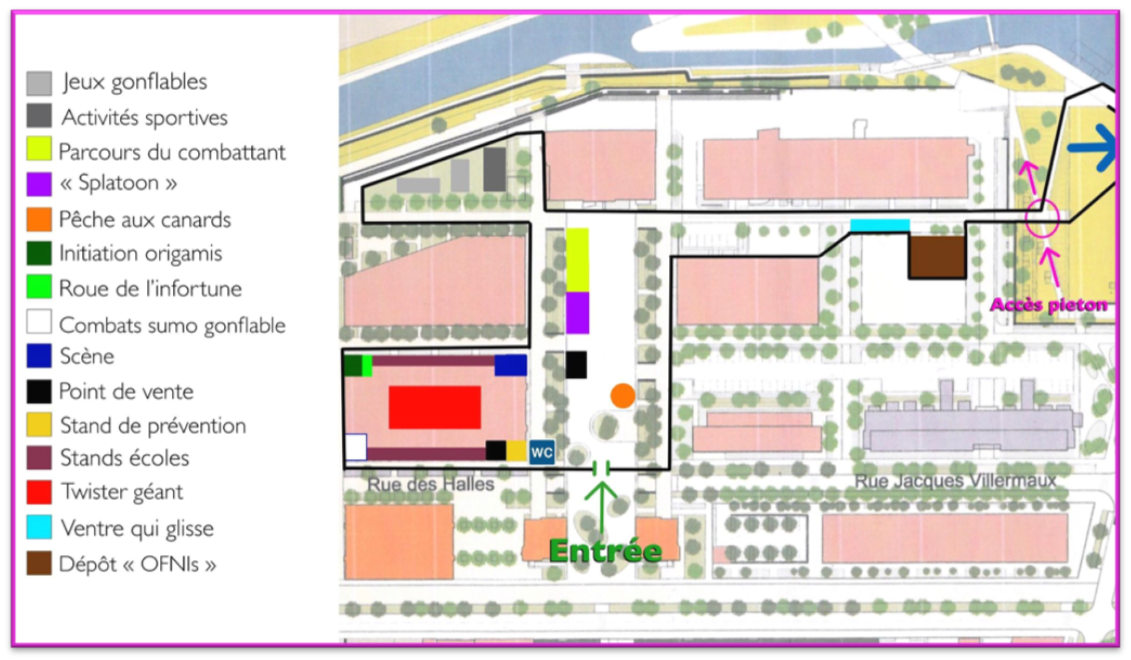
Plan edition 2019

- 10h : ouverture du site et lancement des activités
- 11h : lancement de la course d'OFNI, de la chasse au trésor et ouverture de la buvette
- 12h : lancement des tournois sportif
- 14h : début des concerts, fin des tournois sportifs et fermeture de la buvette
- 16h : concours de pompoms, fermeture de l'accès à l'eau et ouverture de la buvette
- 20h-21h : Discours de remise des prix
- 21h30-2h : Soirée

### Récompenses
- Gagnant de la course d'OFNI
- Gagnant du tournoi sportif
- Chouchou du jury
- Prix de l'ambiance
- Prix du fair-play
- Prix du thème
- Prix des meilleurs supporters
- Prix de l'équipe la plus hors sujet